# 1908年ロンドンオリンピックのアメリカ合衆国選手団
1908年ロンドンオリンピックのアメリカ合衆国選手団（1908ねんロンドンオリンピックのアメリカがっしゅうこくせんしゅだん）は、1908年4月27日から10月31日にかけてイギリスの首都ロンドンで開催された1908年ロンドンオリンピックのアメリカ合衆国選手団、およびその競技結果。

## 概要
今大会は金メダル23個、銀メダル12個、銅メダル12個の合計47個のメダルを獲得した。

## メダル
| メダル | 選手名                                                                          | 競技 | 種目                    |
| ------ | ------------------------------------------------------------------------------- | ---- | ----------------------- |
| 金     | メルビン・シェパード                                                            | 陸上 | 男子800m                |
| 金     | メルビン・シェパード                                                            | 陸上 | 男子1500m               |
| 金     | ジョニー・ヘイズ                                                                | 陸上 | 男子マラソン            |
| 金     | フォレスト・スミスソン                                                          | 陸上 | 男子110mハードル        |
| 金     | チャールズ・ベーコン                                                            | 陸上 | 男子400mハードル        |
| 金     | ウィリアム・ハミルトン ネイト・カートメル ジョン・テイラー メルビン・シェパード | 陸上 | 男子1600mメドレーリレー |
| 金     | フランク・アイアンズ                                                            | 陸上 | 男子走幅跳              |
| 金     | ハリー・ポーター                                                                | 陸上 | 男子走高跳              |
| 金     | エドワード・クック                                                              | 陸上 | 男子棒高跳              |
| 金     | アルフレッド・ギルバート                                                        | 陸上 | 男子棒高跳              |
| 金     | レイ・ユーリー                                                                  | 陸上 | 男子立幅跳              |
| 金     | レイ・ユーリー                                                                  | 陸上 | 男子立高跳              |
| 金     | ラルフ・ローズ                                                                  | 陸上 | 男子砲丸投              |
| 金     | マーチン・シェリダン                                                            | 陸上 | 男子円盤投              |
| 金     | ジョン・フラナガン                                                              | 陸上 | 男子ハンマー投          |
| 金     | マーチン・シェリダン                                                            | 陸上 | 男子ギリシャ式円盤投げ  |
| 金     | チャールス・ダニエルス                                                          | 競泳 | 男子100m自由形          |
| 銀     | ジェームズ・レクター                                                            | 陸上 | 男子100m                |
| 銀     | ロバート・クルーヘン                                                            | 陸上 | 男子200m                |
| 銀     | ジョン・ギャレルズ                                                              | 陸上 | 男子110mハードル        |
| 銀     | ハリー・ヒルマン                                                                | 陸上 | 男子400mハードル        |
| 銀     | ジョン・アイセル ジョージ・ボンハーグ ハーバート・トゥルーブ                    | 陸上 | 男子3マイル団体         |
| 銀     | ダニエル・ケリー                                                                | 陸上 | 男子走幅跳              |
| 銀     | ジョン・ビラー                                                                  | 陸上 | 男子立高跳              |
| 銀     | メリット・ギフィン                                                              | 陸上 | 男子円盤投              |
| 銀     | マット・マクグラス                                                              | 陸上 | 男子ハンマー投          |
| 銀     | マーキーズ・ホア                                                                | 陸上 | 男子ギリシャ式円盤投げ  |
| 銅     | ネイト・カートメル                                                              | 陸上 | 男子200m                |
| 銅     | ジョゼフ・フォーショウ                                                          | 陸上 | 男子マラソン            |
| 銅     | アーサー・ショウ                                                                | 陸上 | 男子110mハードル        |
| 銅     | ジョン・アイセル                                                                | 陸上 | 男子3200m障害           |
| 銅     | クレア・ジェイコブス                                                            | 陸上 | 男子棒高跳              |
| 銅     | マーチン・シェリダン                                                            | 陸上 | 男子立幅跳              |
| 銅     | ジョン・ギャレルズ                                                              | 陸上 | 男子砲丸投              |
| 銅     | マーキーズ・ホア                                                                | 陸上 | 男子円盤投              |